# A logika története
A logikával foglalkozó első dokumentumok egyike a Dissoi Logoi (kb. „ellentétes szavak” = ellentmondások) néven ismert töredék, amelynek eredete a K. e. 5. és 4. század fordulója tájára keltezhető. Az „Ellentétes szavak” kifejezés valószínűleg az akkori görög idők egyik legfontosabb tudományából, a szónoklattan vagy retorika tudományából ered; ugyanis a szónoktanoncok sokszor kaptak olyan gyakorlófeladatot, hogy egy rövid szónoklatban meggyőzően egy megadott kijelentés mellett, ennek végeztével pedig rögtön ellene érveljenek, azaz szavaik ellentétesek legyenek korábbi szavaikhoz képest. Az említett műtöredék a hamisság és az ellentmondás természetével foglalkozik, és lehet, hogy ez az első dokumentum, amely különbséget tesz egy állítás meggyőzőereje és igazságértéke között (Kneale, William és Martha: A logika fejlődése. Gondolat, Budapest, 1987. 26. o.). Platón és Arisztotelész művei, valamint más források is arra utalnak, hogy a helyes következtetés elveit már korábban is tárgyalták.
Nem titok, hogy logika tudománya egyértelműen humán ismeretterületekből, a görög szónoklattan (retorika) és a „vitatkozástan” (dialektika) gyakorlatából fejlődött ki. A szónoklattanban, retorikában eredetileg összemosódat a  szónoklat formájára és stílusára, valamint a tartalmára épülő érvelési technikák tanulmányozása, melyekkel a szónok kijelentései meggyőzően alátámaszthatóak, és az ellenérvek megcáfolhatóak. Eredetileg a nyelvtan az alkalmazott pszichológiához és a logika elválaszthatatlan volt. A logika kifejlődése akkor kezdődött meg, amikor ezek elkezdtek elkülönülni egymástól. A szillogizmusok felfedezése a meggyőző érvelési formák kiválogatásából ered (ld. Szabó, 1978). Ezen formák között a görögök észrevettek olyanokat, amelyekbe bárhogy helyettesítve is szavakat, az érvelés szinte mindenki számára meggyőző. Innen csak egy lépés az, hogy felismerték, hogy azért meggyőző, mert mindig igazságot megtartó összefüggések, azaz logikai összefüggések.
Hagyományosan Arisztotelészt tartjuk az első „objektív” értelemben vett, az addigi dialektikus logika szintjét meghaladó, „valódi” logikával is foglalkozó tudósnak (bár korai logikai művek, mint a fent említett Dissoi Logoi, az ő működése előtt keletkeztek, a későbbi, újkori és legújabb kori logikát pedig sokkal inkább a sztoikus filozófiai iskola felfedezései és szemlélete határozzák meg). Arisztotelész fő érdeme az volt, hogy a logikát, bár szavaiban még az érvelések elméleteként kezelte, jócskán „megszabadította” pragmatikus és szubjektív vonatkozásaitól – bár nem teljesen – és az érvelés meggyőző ereje helyett a  mondatok igazságára, a pszichológia helyett a nyelvtanra kezdett koncentrálni.
Arisztotelész számos logikai művet írt, a leglényegesebbeket i. e. 365 és i. e. 340 között vagy ekörül. Logikai műveit később Organon címen foglalták össze a mű kiadói és kommentátorai. A filozófusok és tudósok az Organon írásait már Arisztotelész életében jelentős munkákként ismerték el.
A kijelentéslogika alapvető felfedezései tőle származnak: felfedezte az igazságértékek (a mondatok igaz vagy hamis voltának) alapvető jelentőségét, és kimondta a kétértékű logika (a mondatokat a két igazságérték – igazság, hamisság – szempontjából vizsgáló elmélet) alapvető törvényeit, az ellentmondásmentesség és – nem egészen a később használt formában – a kizárt harmadik törvényét (ld. az arisztotelészi logika c. fejezetet).
A korabeli görög bölcselet és közgondolkodás egyik központi fogalmává vált érvelés fogalmát tudományos vizsgálat tárgyává tette, ezáltal a bizonyítás klasszikus elmélete, a szillogisztika (szillogizmus kb. azt jelenti, következtetés) kidolgozója lett. Eredményei annyira jelentősek, hogy csak kétezer év múlva történt igazán jelentős változás a logika történetében, a matematikai logika megszületésekor, ami George Boole, Ernst Schröder és Gottlob Frege nevéhez fűződik (lásd a formális logika és matematikai logika c. fejezeteket).
Nem kis részben Arisztotelész érdeme tehát, hogy a logika pragmatikus társadalomtudományból objektív tudománnyá változott. A pontosság kedvéért két dolgot kell hozzátennünk:
- Arisztotelész a logikát nem tartotta a szó szoros értelmében vett tudománynak; nem is sorolja fel a tudományok között, amikor azokat rendszerezi (ld. az arisztotelészi tudományrendszer felépítéséről írottakat). Metafizika c. könyvében, melyekben felsorolja az összes tudományok rendszerét, a logika nem szerepel, de nem feledékenységből, hanem mert a rendszerezés szempontjai kizárják. Arisztotelész szerint a logika éppen annyira nem tudomány, elsajátítása éppen annyira nem tudományos tevékenység, mint ahogyan az anyanyelv elsajátítása sem az. A logika csupán eszközt jelent a tudományok megalapozásához és rendszerezéséhez, utat mutatva a tudósnak a helyes gondolkodás útján végzett megbízható elméletalkotáshoz. Maga a logika szó sem szerepel Arisztotelész műveiben, ez a kifejezés csak Cicero korában kezdett elterjedni, és akkor is inkább a dialektikát értették rajta. Arisztotelész e szó helyett mindenütt az „analitika” kifejezést használja. Az első szerző, aki dokumentálhatóan a mai értelemben, a  „formális logika” értelmében használja e szót, az i. sz. 200 körül élt Arisztotelész-kommentátor, aphrodisiasi Alexandrosz.
- A görög sztoikusok is jelentős hozzájárulással szolgáltak a kijelentéslogika fejlődéséhez, erről azonban még kevesebbet tudunk jelenleg, mint Arisztotelészről.

Gottlob Frege jénai matematikust tartjuk a formális logika első teljes értékű elmélete kidolgozójának, ő a Begriffsschrift (Fogalomírás) c. művében fektette le az új logika alapjait. Kidolgozta a kétértékű logika egy axiomatikus jellegű rendszerét, és végleg megszabadította bizonyos szónoklattani és nyelvtani esetlegességektől is. Elméletén belül Arisztotelész logikai elmélete formálisan rekonstruálható, tehát Frege elmélete e tekintetben nem cáfolja, hanem általánosítja Arisztotelészt. Az elméletek mögé képzelt jelentés, az a mód, ahogyan a formulákat kiolvassuk, köznyelvre fordítjuk, tudálékoskodó kifejezéssel az ontológiai interpretáció azonban nem feltétlenül ugyanaz.
Történetileg az euro-atlanti kultúrkörön belül a logika tudományának fejlődése négy nagyobb korszakra osztható: 

1. Antik kor – Arisztotelész és a sztoikusok, a tradicionális logika megalkotása; 

2. Középkor – a skolasztikus logika, az arisztotelészi hagyomány folytatása;
Ezután hanyatlás következett, a korábbi elméleteket elfelejtették, és „arisztotelészi logikának” valami olyan, végletekig egyszerűsített és átértelmezett „kisiskolás” tant neveztek, aminek Arisztotelészhez nem sok köze volt;
3. Újkor – a modern szimbolikus logika vagy formális logika létrejötte, 

4. Huszadik század – a posztmodern, a tradicionális logika törvényeit megtagadó vagy már-már a tagadásig általánosító elméletek (intuicionizmus, fuzzy logikák, kvantumlogika) születése.
A logika történeti kapcsolatát más tudományágakkal ld. fent („A logika kapcsolata más tudományágakkal” c. fejezetben).
A logikával foglalkozó fontosabb tudósok és -csoportok: Arisztotelész, megarai filozófia, sztoikusok, Aquinói Szent Tamás, skolasztikus filozófia, Albertus Magnus, Filippus Hispanus (azaz XXI. János pápa), Gottfried Wilhelm Leibniz, Immanuel Kant, George Boole, Ernst Eberhard Schröder(?), Auguste de Morgan, Charles Sanders Peirce, Gottlob Frege, Bertrand Russell, Alfred North Whitehead, bécsi kör, Kurt Gödel, Ludwig Wittgenstein, David Hilbert, Alfred Tarski, Jan Lukesiewicz, lengyel iskola, Alan Turing, Alonzo Church, Neumann János, Hermann Weyl, Luitzen Brouwer, L. Zadeh, Péter Rózsa, Kalmár László.